# Bolsa de Valores de Istambul

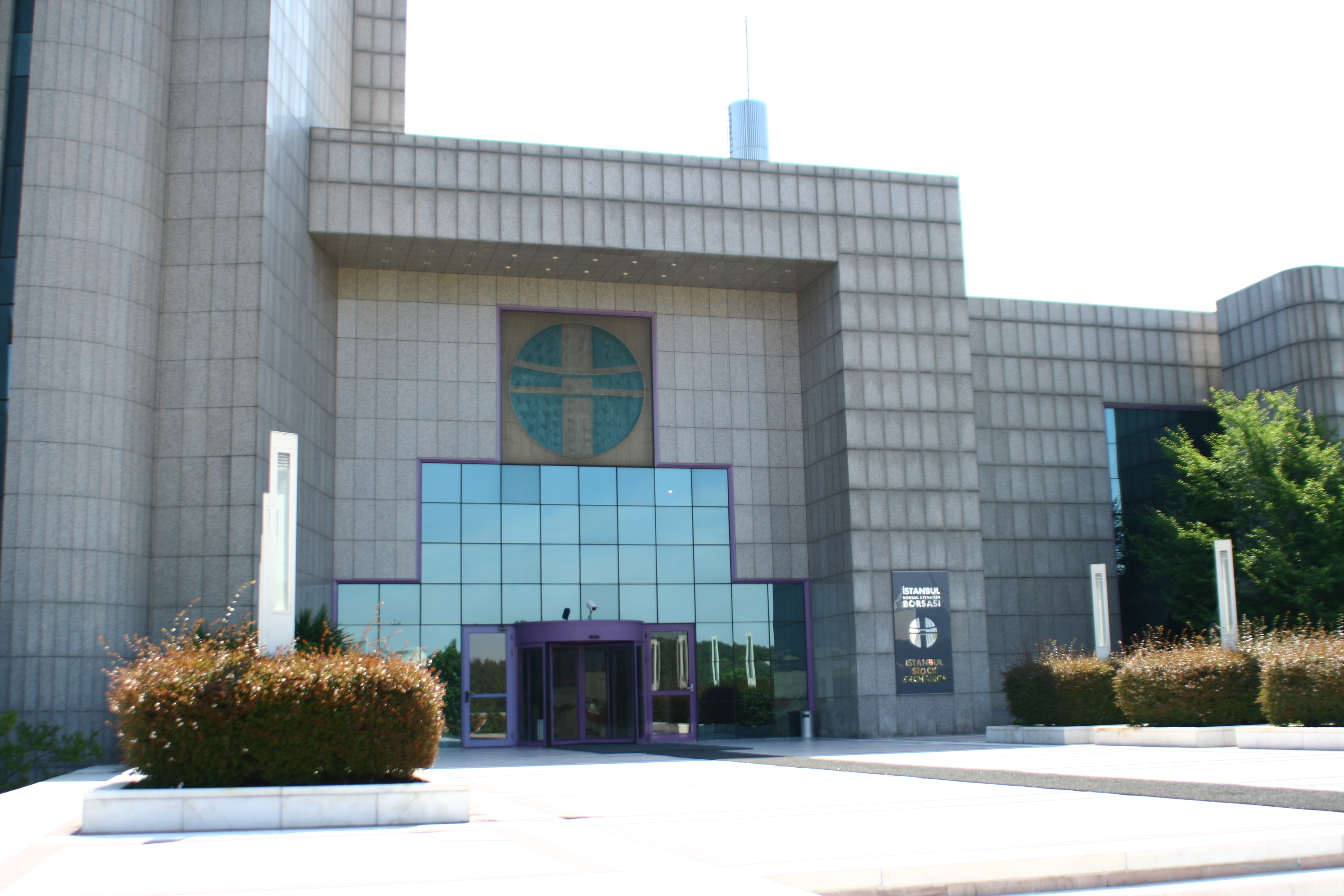
O novo edifício da Bolsa de Valores de Istambul pouco depois de ter sido inaugurado

A Bolsa de Valores de Istambul (em turco: İstanbul Menkul Kıymetler Borsası) (ISE ou İMKB) é a única bolsa de valores da Turquia. Está sediada em Istambul, no bairro de İstinye (distrito de Sarıyer, na zona norte da parte europeia. Ali são transacionadas ações, títulos, obrigações e outros produtos financeiros, tanto turcos como internacionais.
A instituição atual foi criada no final de 1985 como uma organização profissional autónoma e desde 15 de maio de 1997 que está instalada na nova sede. O atual presidente diretor executivo (CEO), Hüseyin Erkan, foi nomeado pelo governo turco a 2 novembro de 2007.
Na ISE são negociados títulos de 320 empresas turcas. O principal índices do ISE é o ISE National-100, que inclui o ISE National-50 e o ISE National-30, mas também existem outros índices: ISE National-All Shares Index, , ISE Second National Market, ISE New Economy Market, ISE Investment Trusts, além de outros índices setoriais e sub-setoriais.

## História
A origem do mercado organizado de valores na Turquia remonta à segunda metade do século XIX. Em 1866, a seguir à Guerra da Crimeia, foi criada a primeira bolsa otomana, a Dersaadet Tahvilat Borsası. Esta instituição deu acesso aos investidores europeus aos vasto mercados do Império Otomano. A bolsa otomana tornou-se rapidamente muito ativa e contribuiu significativamente para o financiamento de novas empresas em todo o país. No entanto, o seu sucesso foi toldado por uma série de eventos, que incluiu a Grande Depressão de 1929 e os prenúncios da Segunda Guerra Mundial. Após a proclamação da república turca, a bolsa foi reorganizada em 1929, passando a chamar-se "Bolsa de Ações de de Câmbios Estrangeiros de Istambul".
Durante o desenvolvimento industrial das décadas seguintes, assistiu-se a um aumento contínuo do número e dimensão das sociedades por ações, que começaram a abrir o seu capital ao público. Estas ações foram alvo de  uma procura crescente, sobretudo de investidores individuais, mas também alguns institucionais. No início dos anos 1980, sucessivas reformas legais culminaram na inauguração da nova Bolsa de Istambul no final de 1985.